# Hyphantria textor
Hyphantria textor är en fjärilsart som beskrevs av Harris 1823. Hyphantria textor ingår i släktet Hyphantria och familjen björnspinnare. Inga underarter finns listade i Catalogue of Life.